# Dinko Dermendžiev
Dinko Dermendžiev (bulharskou cyrilicí Динко Цветков Дерменджиев) (2. června 1941, Plovdiv – 1. května 2019, Plovdiv) byl bulharský fotbalový útočník. Po skončení aktivní kariéry působil jako trenér.

## Fotbalová kariéra
V bulharské lize hrál za Botev Plovdiv, nastoupil ve 447 ligových utkáních a dal 194 gólů. S týmem vyhrál v roce 1967 bulharskou ligu a v roce 1962 bulharský fotbalový pohár. V Poháru mistrů evropských zemí nastoupil ve 2 utkáních a dal 1 gól, v Poháru vítězů pohárů nastoupil v 6 utkáních a dal 1 gól a ve Veletržním poháru nastoupil ve 4 utkáních a dal 1 gól. Za bulharskou reprezentaci nastoupil v letech 1962–1977 v 58 utkáních a dal 19 gólů. Byl členem bulharské reprezentace na Mistrovství světa ve fotbale 1962, nastoupil ve 2 utkáních. Byl členem bulharské reprezentace na Mistrovství světa ve fotbale 1966, nastoupil ve 2 utkáních. Byl členem bulharské reprezentace na Mistrovství světa ve fotbale 1970, nastoupil ve 2 utkáních.  

## Ligová bilance
| Ročník                                | Zápasy | Góly | Klub           |
| ------------------------------------- | ------ | ---- | -------------- |
| 1. bulharská fotbalová liga 1959/1960 | -      | -    | Botev Plovdiv  |
| 1. bulharská fotbalová liga 1960/1961 | -      | -    | Botev Plovdiv  |
| 1. bulharská fotbalová liga 1961/1962 | -      | -    | Botev Plovdiv  |
| 1. bulharská fotbalová liga 1962/1963 | -      | -    | Botev Plovdiv  |
| 1. bulharská fotbalová liga 1963/1964 | -      | -    | Botev Plovdiv  |
| 1. bulharská fotbalová liga 1964/1965 | -      | -    | Botev Plovdiv  |
| 1. bulharská fotbalová liga 1965/1966 | -      | -    | Botev Plovdiv  |
| 1. bulharská fotbalová liga 1966/1967 | -      | 14   | Botev Plovdiv  |
| 1. bulharská fotbalová liga 1967/1968 | -      | 14   | Trakia Plovdiv |
| 1. bulharská fotbalová liga 1968/1969 | -      | 21   | Trakia Plovdiv |
| 1. bulharská fotbalová liga 1969/1970 | -      | 18   | Trakia Plovdiv |
| 1. bulharská fotbalová liga 1970/1971 | -      | -    | Trakia Plovdiv |
| 1. bulharská fotbalová liga 1971/1972 | -      | 16   | Trakia Plovdiv |
| 1. bulharská fotbalová liga 1972/1973 | -      | -    | Trakia Plovdiv |
| 1. bulharská fotbalová liga 1973/1974 | -      | 13   | Trakia Plovdiv |
| 1. bulharská fotbalová liga 1974/1975 | -      | -    | Trakia Plovdiv |
| 1. bulharská fotbalová liga 1975/1976 | -      | -    | Trakia Plovdiv |
| 1. bulharská fotbalová liga 1976/1977 | -      | -    | Trakia Plovdiv |
| 1. bulharská fotbalová liga 1977/1978 | -      | -    | Trakia Plovdiv |
| CELKEM 1. bulharská fotbalová liga    | 447    | 194  |                |